# زووتنگکی کویاوسکیه
زووتنگکی کویاوسکیه (به لهستانی:  Złotniki Kujawskie) یک روستا در لهستان است که در گمینا زووتنگکی کویاوسکیه واقع شده‌است. زووتنگکی کویاوسکیه ۲٬۴۰۰ نفر جمعیت دارد.